# Ergene setosa
Ergene setosa är en mångfotingart som beskrevs av Chamberlin 1943. Ergene setosa ingår i släktet Ergene och familjen Typhlobolellidae. Inga underarter finns listade i Catalogue of Life.